# Torrion Brummitt
Torrion Brummitt (Columbus, Georgia, 23 de septiembre de 1993) es un exbaloncestista estadounidense. Con 2,01 metros de estatura, jugaba en la posición de alero.

## Trayectoria deportiva

### Universidad
Jugó cuatro temporadas con los Catamounts de la Universidad de Carolina Occidental en las que promedió 8,5 puntos, 4,9 rebotes y 0,9 asistencias por partido. En su última temporada fue incluido por la prensa especializada en el segundo mejor quinteto de la Southern Conference.

### Profesional
Tras no ser elegido en el Draft de la NBA de 2016, en el mes de septiembre firmó su primer contrato profesional con el HKK Zrinjski Mostar de la Liga de Bosnia y Herzegovina. Allí disputó dos temporadas, promediando 12,9 puntos y 6,0 rebotes en la primera, y 10,6 y 5,5 en la segunda.
En agosto de 2018 cambió de liga, al fichar por el Allianz Swans Gmunden de la ÖBL, la primera división austriaca. En su primera temporada promedió 11,5 puntos y 6,0 rebotes por encuentro.